# شهاب‌سنگ چلیابینسک

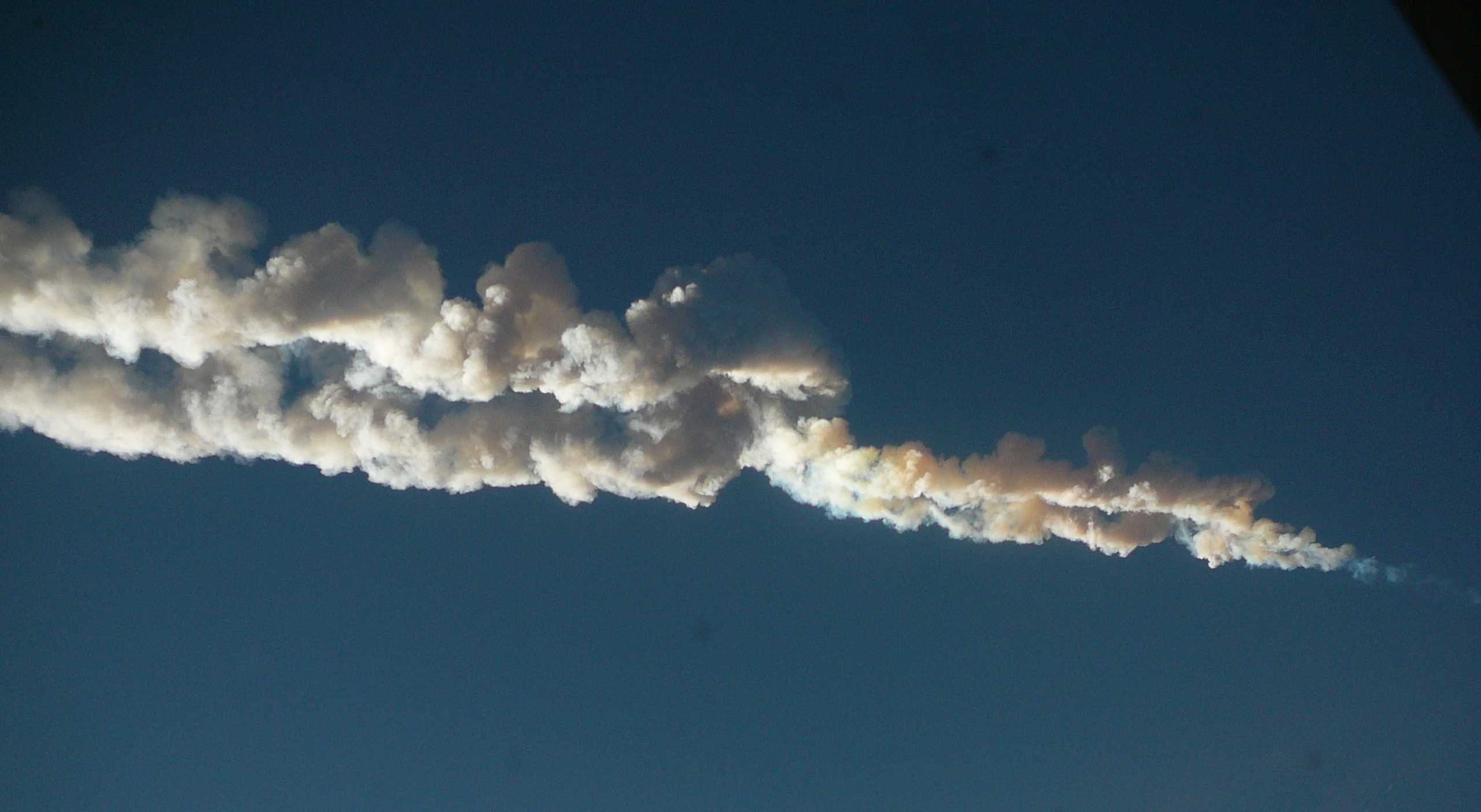
دنبالهٔ شهاب سنگ برفراز چلیابینسک

در صبح روز ۲۷ بهمن ۱۳۹۱ خورشیدی برابر با ۱۵ فوریهٔ ۲۰۱۳ میلادی در حدود ساعت ۰۹:۱۵ به‌وقت محلی (۰۳:۱۵ به‌وقت جهانی)(به وقت افغانستان ۰۷:۴۵) یک شهاب سنگ بزرگ با حداقل سرعت ۵۴٬۰۰۰ کیلومتربرساعت تقریباً معادل با ۴۴ برابر سرعت صوت، از فراز منطقهٔ اورال جنوبی روسیه عبور کرد و در بالای شهر چلیابینسک متلاشی گردید. به نظر می‌رسد بخش اصلی شهاب سنگ در هنگام سقوط به دریاچهٔ چبارکول برخورد کرده باشد. بنا به برآوردهای آکادمی علوم روسیه، وزن این شهاب سنگ که کی‌ای‌اف-۲۰۱۳ نام گرفت برابر با ده هزار تن بوده،  و در ارتفاع ۵۰-۳۰ کیلومتری از سطح زمین بر اثر برخورد با جو در هوا منفجر و متلاشی شده‌است.. رادارها تا پیش از برخورد این شهاب سنگ را شناسایی و رهگیری نکرده بودند. شهاب سنگ چلیابینسک بزرگ‌ترین جرم آسمانی است که در یک قرن اخیر، بعد از برخورد تونگوسکا در سال ۱۹۰۸، به زمین اصابت می‌کند.
به گفتهٔ دان یومانس، رئیس برنامهٔ اجرام نزدیک به زمین ناسا، این جرم می‌تواند در کلاس سنگ‌های آسمانی طبقه‌بندی شود. بنا به برآوردهای اولیهٔ سازمان فضایی فدرال روسیه این جرم آسمانی طول مسیر کوتاهش را با سرعتی در حدود ۳۰ کیلومتربرثانیه طی کرده‌است.
مجروحان این حادثه بالغ بر ۱٬۰۰۰ نفر اعلام گردید که بیشتر آن‌ها در اثر شکستن و خرد شدن پنجره‌ها دچار مصدومیت شده بودند، همچنین حال دو تن از مجروحان نیز وخیم گزارش شد. بر اثر انفجار این شهاب سنگ و تأثیرات آن به شش ساختمان در منطقهٔ مذکور آسیب وارد آمد. نور خیره‌کننده‌ای در اثر سوختن این جرم در آسمان پدید آمد که به اندازه‌ای روشن بود که بر شهر چلیابینسک سایه افکند و در استان سوردلوفسک، اورنبورگ و قزاقستان نیز قابل رویت بوده‌است.